# Spherillo zonalis
Spherillo zonalis är en kräftdjursart som beskrevs av Nunomura 1991. Spherillo zonalis ingår i släktet Spherillo och familjen Armadillidae. Inga underarter finns listade i Catalogue of Life.